# Trachaner zonatus
Trachaner zonatus är en stekelart som beskrevs av Henry Keith Townes, Jr. 1970. Trachaner zonatus ingår i släktet Trachaner och familjen brokparasitsteklar. Inga underarter finns listade i Catalogue of Life.